# Laarpodzolgronden
Een laarpodzolgrond is een bodemtype in het Nederlandse systeem van bodemclassificatie dat behoort tot de gewone hydropodzolgronden. In deze suborde worden hydromorfe kenmerken hoog in het profiel waargenomen, wat erop wijst dat ze in het verleden permanent of periodiek met water verzadigd waren. Het zijn podzolen met een 30–50 cm dikke, deels door de plaggenbemesting opgebrachte donkere bovengrond (A horizont). De B-horizont is een zogenaamde humuspodzol-B waarin de zandkorrels huidjes van ingespoelde humus hebben.
Laarpodzolen komen vrij veel voor in de Pleistocene zandgebieden van Nederland. Ze worden vrij veel aangetroffen in oude ontginningen waar door eeuwenlange plaggenbemesting een matig dikke donkere A is ontstaan. Daarnaast hebben sommige oude bouwlanden en laag gelegen graslanden in de Friese Wouden een laarpodzolgrond waar de oorspronkelijke veldpodzol door bemesting een matig dikke A heeft gekregen.

## Etymologie
De naam laarpodzolgronden is ontleend aan het toponiem laar, dat staat voor een vaak wat lager gelegen open plek in het bos.

## Schematische profielbeschrijving
De onderstaande tabel omvat een schematische uiteenzetting van het bodemprofiel van een laarpodzolgrond.
| Horizont | Diepte   | Omschrijving |
| -------- | -------- | --- |
| Aa1      | 0–5 cm   | zeer donker grijs, humusrijk, sterk lemig, matig fijn zand; veel duidelijk uitgeloogde zandkorrels                                     |
| Aa2      | 5–38 cm  | zeer donker grijs tot donkergrijs, humusrijk, sterk lemig, matig fijn zand met een loodzandachtig karakter                             |
| EB       | 38–48 cm | grijs, matig humeus, zwak lemig, matig fijn zand; bovenin vooral loodzandachtig materiaal, onderin vooral zandkorrels met humushuidjes |
| Bh       | 48–55 cm | donker roodbruin, matig humeus, leemarm, matig fijn zand; dikke huidjes van amorfe humus rondom zandkorrels                            |
| BC       | 55–75 cm | roodbruin, matig humusarm, leemarm matig fijn zand met dunnere humushuidjes dan in bovenliggende horizont                              |
| 2Cg      | > 75 cm  | keileem; grijze, humusarme, matig fijnzandige zware zavel met wat fijn grind en keien; taai en vast; roestig gevlekt                   |